# Ilos
Ilos – w mitologii greckiej założyciel i król Troi (Ilionu), syn Trosa z Dardanii.
Wygrał turniej zorganizowany przez króla Frygii i w nagrodę otrzymał pięćdziesięcioro młodych mężczyzn i kobiet. Król Frygii dał mu również krowę i, stosując się do rad wyroczni, kazał Ilosowi założyć miasto w miejscu, gdzie krowa stanie na odpoczynek. Kiedy tak się stało, Ilos założył miasto Troję. Kiedy zmarł ojciec Ilosa, Ilos oddał tron Dardanii swojemu bratu – Assarakosowi, sam wolał bowiem pozostać w Troi. W ten sposób Dardania i Troja pozostały osobnymi królestwami, mimo że ich władcy byli krewniakami.
Jego żoną była Eurydyka lub Leucippe, z żoną miał synów Laomedona i Ganimedesa. Miał również dwie córki: Temiste (lub Temis) i Telekleję, żonę Kapysa.